# Amolops longimanus
Amolops longimanus es una especie de anfibio anuro de la familia Ranidae.

## Distribución geográfica yhábitat
Es endémica del norte de Birmania; quizá en la zona adyacente de China. Su rango altitudinal oscila alrededor de 2000 m s. n. m..